# Live at Falcon Lair
Live at Falcon Lair è un CD Live di Zoot Sims con il trio del pianista Joe Castro, pubblicato dalla Pablo Records nel 2004. Il disco fu registrato dal vivo il 1º aprile 1956 al Falcon Lair di Beverly Hills, California (Stati Uniti).

## Tracce
1. A Night in Tunisia – 6:21 (Dizzy Gillespie, Frank Paparelli)
2. Pennies from Heaven – 6:59 (Johnny Burke, Arthur Johnston)
3. I'll See You in My Dreams – 6:39 (Isham Jones, Gus Kahn)
4. It's Always You – 9:32 (Johnny Burke, James Van Heusen)
5. Blues for Nat – 9:24 (Joe Castro)
6. Swinging with Rudolph – 7:19 (Joe Castro)
7. East of the Sun (West of the Moon) – 7:01 (Brooks Bowman)
8. J.C. Blues – 7:13 (Joe Castro)

## Musicisti
- Zoot Sims - sassofono alto
- Joe Castro - pianoforte
- Leroy Vinnegar - contrabbasso
- Ron Jefferson - batteria[2]